# Leninsk-Kuznețki
Leninsk-Kuznețki (în rusă Ленинск-Кузнецкий) este un oraș din regiunea Kemerovo, Federația Rusă, cu o populație de 105.361 locuitori (2008).
1. ↑  OKTMO 179/2016, accesat în 27 octombrie 2016